# Hieracium acrogymnon
Hieracium acrogymnon es una especie de planta con flor del género Hieracium, de la familia Asteraceae, orden Asterales.

## Distribución
Hieracium acrogymnon se distribuye por Suecia y Estonia.

## Taxonomía
Fue descrita científicamente por (Malme) Dahlst. Fue publicada en Exsicc. (Herb. Hierac. Scand.) 1: n.° 98 (1892).